# What's It Gonna Be?!
 (mars 2018).
What’s It Gonna Be?! est une chanson du rappeur Busta Rhymes en collaboration avec la chanteuse de r&b/pop Janet Jackson. 
La chanson figure sur son 3e album studio Extinction Level Event: The Final World Front, sorti en fin d’année 1998. Il s'agit d'un mélange de hip-hop et de dirty rap .